# Zulia (departamento)
Departamento de Zulia de 1824 à 1830 foi uma subdivisão administrativa e territorial do Departamentos da Grã-Colômbia localizado no Distrito del Norte no noroeste da atual Venezuela. Foi criado em 1824 a partir do extenso Departamento de Venezuela, incluindo assim as áreas dos atuais estados de Zulia, Táchira, Mérida, Trujillo, e Falcón.

## História
Abrangia quatro províncias -  Maracaybo/Maracaibo, Coro (província), Mérida (província) e Trujillo (província).